# 夕陽を追いかけて
「夕陽を追いかけて」（ゆうひをおいかけて）は、1978年6月20日に発売されたチューリップの通算14枚目のシングル。

## 解説
年を重ねてしばらくぶりに訪れた故郷についての心境、両親への想いなどを歌っている。シングル曲として発売される以前にライブで先行して演奏されていた。
この曲はタイトルから先に出来た。財津和夫が仕事で東京から福岡へ飛行機で向かっていた時、窓から眺めた夕陽にふと「今、沈む夕陽を追いかけている。追いかけた先には故郷の福岡がある…」と思いを馳せて出来たという。
財津としては大切にしていた曲だったが、地味な曲で「求められてないなら、歌ってもしょうがない」と思い込み、ステージであまり歌わなくなったこともあった。しかし、TBS系音楽特番「クリスマスの約束」で小田和正がこの曲を歌い、小田もこの曲を気にかけていたということで、財津も勇気をもらうという形で近年は毎回のようにこの曲を歌うようになったと話している。
2012年の40周年ツアー（TULIP “THE LIVE” 40th memorial tour）では、この楽曲から着想された夕陽と海がビジュアルイメージとして用いられた（ただし、ライブでの演奏はなし）。
2000年頃にチューリップのエグゼクティブ・プロデューサーを務めていた三枝照夫は、この曲をチューリップのベスト曲として挙げた。
カップリング曲「別れはいつもものわかりがいい」は、財津和夫と姫野達也によるツインボーカル曲。
歌詞カード面には1978年に行われた鈴蘭高原でのコンサート（LIVE ACT TULIP IN SUZURAN 7・26　YOU'LL FIND ANOTHER SPACE!）告知がされている。

## 収録曲
全曲作詞：財津和夫　編曲：チューリップ
1. 夕陽を追いかけて
  - 作曲：財津和夫　弦編曲：瀬尾一三
2. 別れはいつもものわかりがいい
  - 作曲：安部俊幸